# Os Reis Malditos
Os Reis Malditos (em francês:  Les Rois Maudits), é uma série de sete romances de fundo histórico escritas por Maurice Druon,  membro da Academia Francesa, sobre a nobreza francesa e inglesa do século XIV.
Os livros são:
I. Le Roi de fer (O Rei de Ferro), 1955
II. La Reine étranglée (A Rainha Estrangulada), 1955
III. Les Poisons de la couronne (Os Venenos da Coroa), 1956
IV. La Loi des mâles (A Lei dos Varões), 1957
V. La Louve de France (A Loba de França), 1959
VI. Le Lis et le Lion (O Lis e o Leão), 1960
VII. Quand un Roi perd la France (Um Rei Perde a França), 1977

## Sumário
O romance abarca a época dos últimos cinco reis da Dinastia Capetiana e os dois primeiros da Casa de Valois, de Filipe IV, o Belo a João II, o Bom. A história tem como tramas principais os esforços de Roberto III de Artois em recuperar o condado de Artois de sua tia Matilde de Artésia e as intrigas da corte que resultam.

### I.Le Roi de fer(O Rei de Ferro), 1955
O rei Filipe, o Belo, governa a França com punho de ferro. Sua filha, Isabelle (Isabel da França), rainha da Inglaterra, conspira com Roberto de Artois para convencer as esposas de seus três irmãos, Marguerite de Bourgogne (Margarida da Borgonha), Jeanne II de Bourgogne (Joana II, condessa da Borgonha) e Blanche de Bourgogne (Branca da Borgonha), de adultério. Robert está na verdade buscando vingança contra a mãe de Jeanne e Blanche, sua tia Mahaut, Condessa de Artois (Matilde de Artésia), que ele acredita ter roubado sua herança legítima, o Condado de Artois.
O irmão mais novo de Filipe, o Belo, Charles de Valois (Carlos de Valois), ressentiu-se do poder e influência de Guillaume de Nogaret (Guilherme de Nogaret), Primeiro Conselheiro e Guardião dos Selos, e Enguerrand de Marigny (Enguerrando de Marigny), Grande Camareiro da França. Quando o julgamento da Ordem do Templo terminou, o Grão Mestre Jacques de Molay amaldiçoou seus acusadores, o Papa Clemente V, Guillaume de Nogaret e o Rei Filipe e seus descendentes ao longo de 13 gerações, antes de queimar na fogueira.
Marguerite e Blanche foram condenadas a prisão perpétua por seus crimes, e seus amantes, Gautier e Philippe d'Aunay, foram torturados e executados. Jeanne, inocente do adultério mas cúmplice do escândalo, está presa por tempo indeterminado. Quarenta dias após a execução de Molay, o Papa Clemente V morre de febre; Beatrice d'Hirson, a dama de companhia de Mahaut, organiza a morte de Nogaret por meio de uma vela envenenada; e Filipe, o Belo sofre uma hemorragia cerebral durante uma caçada e morre alguns dias depois.

### II.La Reine étranglée(A Rainha Estrangulada), 1955
Louis X, o filho mais velho de Filipe, é coroado, mas sua esposa adúltera Marguerite continua presa em Château-Gaillard. Procurando casar-se novamente, Louis manda Robert d'Artois para que Marguerite assine uma declaração de que seu casamento com Louis nunca foi consumado e que sua filha Jeanne é ilegítima. Ela recusou, o que impediu Louis de anular seu casamento para casar-se com Clemence da Hungria, no contexto de uma vaga papal e de uma eleição bloqueada pelo fracasso do conclave em eleger um novo papa.
Marigny descobriu que seus inimigos, principalmente Charles Conde de Valois, o excluíam sistematicamente do círculo interno do novo rei. Tanto o irmão de Louis, Philipe de Poitiers quanto Valois tentaram exercer alguma influência sobre o rei indeciso, Filipe para o bem do reino e Valois para seu interesse pessoal. Finalmente quebrada por seu encarceramento, Marguerite aparece, mas sua "confissão" nunca chega a Robert. Ao voltar para sua prisão, Marguerite está doente de seu confinamento e Lormet, o capanga de Robert de Valois, estrangula-a. Valois consegue, com a ajuda do banqueiro Tolomei, montar um caso de processo criminal que leva Marigny a ser condenada à morte graças às revelações de seu próprio irmão comprometido, Jean de Marigny.

## Séries de TV
Duas séries de TV foram feitas baseadas em "Os Reis Malditos".  Uma em 1972, e outra em 2005, esta última uma produção franco-italiana dirigida por Josée Dayan, estrelando Philippe Torreton e Jeanne Moreau.